# استر گونزالس
استر گونزالس (انگلیسی: Esther González؛ زادهٔ ۸ دسامبر ۱۹۹۲) بازیکن فوتبال اهل اسپانیا است.
از باشگاه‌هایی که در آن بازی کرده‌است می‌توان به باشگاه فوتبال زنان اتلتیکو مادرید اشاره کرد.
وی همچنین در تیم‌های ملی فوتبال Spain women's national under-19 football team و زنان اسپانیا بازی کرده‌است.